# Ewa Brych-Pająk
Ewa Brych-Pająk (* 17. Januar 1975) ist eine polnische Marathonläuferin.
2006 wurde sie Vierte beim Posen-Marathon, den sie im Jahr darauf gewann. 2008 wurde sie Zweite in Posen und 2009 Vierte beim Dębno-Marathon.
Ewa Brych-Pająk wird von Konrad Bordiehn trainiert und startet für den Verein CKS Budowlani Częstochowa.

## Persönliche Bestzeiten
- Halbmarathon: 1:16:10 h, 9. September 2007, Piła
- Marathon: 2:39:05 h, 12. Oktober 2008, Posen